# SV Estrella
SV Estrella is een Arubaanse voetbalclub uit Papilon, Santa Cruz.
Het is een van de succesvolste teams van Aruba en won al 12 keer de landstitel en eenmaal de Kopa Antiano. In 1971 deed de ploeg mee aan de CONCACAF Champions League waarin het met 0 punten laatste werd in de eerste groepsronde.

## Erelijst
Landskampioen: 12
- 1968, 1973, 1977, 1985, 1988, 1989, 1990, 1992, 1996, 1998, 1999, 2006

Kopa Antiano: 1
- 1970

Copa Betico Croes: 2
- winnaar in 2014, 2018
- finalist in 2007, 2009